# Tomb Raider: Curse of the Sword
Tomb Raider: Curse of the Sword — видеоигра, относящаяся к серии Tomb Raider. Выпущена для Game Boy Color в 2001 и является сиквелом к первой игре, вышедшей на этой приставке — Tomb Raider: The Nightmare Stone.

## История
Давным-давно злая колдунья по имени мадам Паву терроризировала Новый Орлеан, используя свою темную магию и жертвуя людьми. Город был в панике, и только с помощью одного доброго волшебника его жители смогли противостоять ведьме. Она сгорела в собственном доме, а её тело было сброшено на острые скалы на дне каньона.
Люди верили, что они, наконец, в безопасности, но не знали, что один из учеников мадам Паву выжил. Он совершил древний обряд над её мёртвым телом и заключил душу в священный контейнер. Затем начались поиски подходящего тела и надлежащих заклинаний, которые способны вернуть колдунью к жизни.
Во время визита к старой подруге, Джейн, в музей темных реликвий, Лара Крофт становится свидетелем кражи одного меча. В суматохе и хаосе кражи Лара случайно режется мечом. Теперь её участь предрешена — меч попробовал её крови, и именно в это тело приспешнику мадам Паву предстоит вселить дух ведьмы. Сюжет игры напоминает фильм Мумия возвращается.
Ларе предстоит остановить тёмный культ, чтобы спасти свою душу.

## Герои
- Джейн — старая подруга Лары, которая работает в музее антиквариата в Нью-Йорке. Джейн — молодая женщина с короткими чёрными волосами и темной кожей.
- Мадам Паву — злая ведьма, убитая жителями Нового Орлеана. В конце игры Ларе удастся достать меч и разбить его на две части, предотвращая возвращение мадам Паву в этот мир. Хотя она и не появляется в игре, зато играет важную роль в её истории. Её портрет можно увидеть в секретной камере на уровне «Доки».